# 074A型登陆艇
074A型登陆艇（北约代号“玉北级”）是一型在074型登陆艇基础上发展而来的小型登陆艇，可担负两栖登陆作战、人员物资运输，辅助补给等多种任务。目前本型已经建成10艘，现役中。
074A型登陆艇是双首压浪、纵流消波、双艉鳍线性设计，采用敞开式甲板和带双节跳板的边岛式甲板室。074A型登陆艇舰桥等上层建筑位于右舷，构成2层狭长甲板室，车辆甲板与上甲板统一，艇首采用部分双体结构，中间为首门，舰首部甲板自然倾斜至水线。其折叠式跳板总长度为11米，第一级6.5米，第二节4.5米。艏锚采用斯贝克锚，艉锚为液压艉锚机。该舰采用舷侧烟囱，排气口就在靠近水面的后舷下部，对自身红外隐身有利且增大了甲板可使用面积。074A型登陆艇还设有搭载小艇所用的设备，设置4.5米工作小艇一艘，气胀式救生筏两只。
074A型登陆艇一次可运送96式主战坦克3辆，或59改型坦克一个排（3辆）及一个步兵加强排（70人），或63式水陆两栖坦克6辆，或卡车牵引的中口径野战炮3门（含牵引车），或者6辆步兵战车，或250名全副武装的士兵等，当然也能根据作战任务需求混合装载。在运输其它作战物资或者执行运送补给任务时，该级舰还可以为登陆部队运送登陆作战用弹药、燃料或者油水补给。